# Heinz Sting
Heinz Sting (* 12. April 1904 in Allstedt; † 6. März 1976) war ein deutscher Jurist, Verwaltungsbeamter und Politiker (NSDAP).

## Leben
Heinz Sting wurde als Sohn eines Postinspektors geboren. 1906 wurde sein Vater nach Nordhausen versetzt und die Familie übersiedelte in den aufstrebenden Eisenbahn- und Industriestandort am Südrand des Harzes. Sting besuchte das Gymnasium, machte 1923 sein Abitur und studierte anschließend Rechtswissenschaft und Nationalökonomie an den Universitäten in Jena, Leipzig und Halle. Er legte das Erste Juristische Staatsexamen ab, absolvierte danach das Referendariat und bestand schließlich das Zweite Juristische Staatsexamen. Im Anschluss trat er als Gerichtsassessor in den preußischen Justizdienst ein.
Sting schloss sich früh den Nationalsozialisten an, war seit 1925 Mitglied der Nationalsozialistischen Deutschen Arbeiterpartei (NSDAP) und wurde 1927 Ortsgruppenleiter der Partei in seiner Heimatstadt Nordhausen. 1931 wurde er wegen seiner politischen Betätigung aus dem preußischen Justizdienst entlassen und arbeitete fortan als Rechtsanwalt in Nordhausen. 1932 wurde er in den Preußischen Landtag gewählt, dem er bis zur Auflösung der Körperschaft im Oktober 1933 angehörte. In der Zeit des Nationalsozialismus machte Sting nach der „Machtergreifung“ der Nationalsozialisten zunächst rasch Karriere. So wurde er am 25. März 1933 Stadtverordnetenvorsteher in Nordhausen und drei Tage später Ministerialrat und Persönlicher Referent im Preußischen Justizministerium. Zudem wurde er von der Bezirksregierung als NS-Bürgermeister von Nordhausen eingesetzt, nachdem der linksliberale Oberbürgermeister Curt Baller (1880–1966) im April 1933 suspendiert worden war. Als Sting das Amt des Oberbürgermeisters am 1. Juli 1933 antrat, „befand sich die Stadt [Nordhausen] fest in der Hand der Nationalsozialisten“.
Die lokale Parteizentrale der NSDAP in Nordhausen hatte ihren Sitz im früheren Kaiser-Wilhelm-Vereinshaus in der Baltzerstraße, das 1933 in „Adolf-Hitler-Haus“ umbenannt wurde. Hier befanden sich die NSDAP-Kreisleitung und die Geschäftsstellen der Hitlerjugend sowie der NS-Frauenschaft bzw. des Deutschen Frauenbundes. Nach Auseinandersetzungen mit der Gauleitung, insbesondere mit Fritz Sauckel (NSDAP-Reichsstatthalter Thüringen) und Heinrich Keiser (NSDAP-Kreisleiter Südharz), wurde Sting 1935 aus der NSDAP ausgeschlossen; er verlor alle Parteiämter und wurde als Nordhäuser Oberbürgermeister abgesetzt.
1938 wurde er jedoch nach einem Gesuch wieder in die Partei aufgenommen. 1939 wurde er Regierungsdirektor in Braunschweig. Von 1939 bis 1945 nahm er als Soldat am Zweiten Weltkrieg teil, ab etwa Ende 1943 war er NS-Führungsoffizier.
Nach Ende des Krieges 1945 wurde Sting als Regierungsdirektor Leiter der Abteilung für Wirtschaft und Soziales bei der Regierung in Hannover. Danach war er als Ministerialbeamter in Niedersachsen tätig, zuletzt als Leitender Regierungsdirektor. Außerdem fungierte er als Bundesvorsitzender der Landsmannschaften für die Provinz Sachsen und Anhalt. Als Vereinsvorsitzender der Nordhäuser Heimatfreunde war er Herausgeber der Nordhäuser Nachrichten. Südharzer Heimatblätter.